# 姨捨孝子観音
姨捨孝子観音（おばすてこうしかんのん）は、長野県千曲市大字羽尾、郷嶺山にある観音立像。

## 概要
1961年（昭和36年）に在京の地元出身者による団体「東京更科会」が中心となって建立された。
旧戸倉町教育委員会発行の「年表・戸倉町の今昔」によれば明治時代に初代更級村の村長であった塚田小衛門雅丈が古今和歌集に歌われた姨捨山は冠着山の事であると主張し関係各方面に働きかける活動を展開した。これによって国土地理院発行の地図に冠着山（姨捨山）と表記される成果を得たとされる。この際に冠着山復権運動の一環として麻績村、稲荷山町、坂城町などにも姨捨山冠着宮遙拝所が建設され歌碑や句碑などの石碑が設置されていた。
この様に更級村出身者らが初代村長の意を受け、また続日本紀に全国から善行の者9人が褒美を得たとされる奈良時代の記述の中に更級郡の建部大垣が親孝行を理由とされている。
姨捨孝子観音には、深沢七郎による小説『楢山節考』の影響で囁かれるようになった棄老イメージを払拭する願いが込められている。
毎年４月１５日には「姨捨孝子観音例大祭」が開催される。

## 所在地
- 〒389－0812長野県千曲市羽尾1167[要出典]

## 交通アクセス
公共交通機関
JR篠ノ井線・姨捨駅から直線距離で1.32キロメートル。
周辺には更科観月堂、冠着神社里宮、さらしなの里展望館がある。